# هاري باركس (لاعب كرة قدم)
هاري باركس (بالإنجليزية: Harry Parkes)‏ هو لاعب كرة قدم بريطاني في مركز الدفاع، ولد في 4 يناير 1920 في برمنغهام في المملكة المتحدة، وتوفي في 4 مارس 2009 في سوليهل في المملكة المتحدة. لعب مع أستون فيلا.